# 古今亭圓菊 (3代目)
三代目 古今亭 圓菊（ここんてい えんぎく、1970年7月19日 - ）は、落語家、俳優である。本名∶藤原 浩司。落語協会所属。出囃子は『武蔵名物』。紋は『鬼ツタ』または『裏梅』。父は同じく落語家二代目古今亭圓菊。名跡「古今亭圓菊」の当代で、前名は「古今亭菊生」。

## 経歴
安田学園高等学校在学中、二代目古今亭圓菊に入門、九番弟子となる。1988年3月31日、池袋演芸場で「道具屋」で初高座を踏み、翌年4月1日に金原亭桂太と同時に楽屋入り。前座名は菊司。兄弟子にあたる古今亭志ん彌門下で修行した。
1992年11月1日に金原亭桂太と共に二ツ目昇進。菊翔に改名。
2002年3月21日に林家彦いち、入船亭扇辰、三遊亭金八、鈴々舎鈴之助と共に真打昇進。二代目圓菊の『菊』と大師匠五代目古今亭志ん生の『生』で菊生に改名。
2019年2月上席池袋演芸場夜席で主任を務めた。古今亭志ん彌、古今亭菊千代、古今亭文菊、ぺぺ桜井の一門の他五街道雲助、古今亭志ん輔、柳家小菊らも出演した。
2021年10月31日「三代目古今亭圓菊」を襲名。10月4日に上野精養軒で「菊生改め３代目古今亭円菊襲名披露祝賀会」を開催した後、五十日間の披露興行は行わず、鈴本演芸場十月余一会「菊生改メ三代目古今亭圓菊襲名披露」、浅草演芸ホール十一月上席恒例の「二代目古今亭圓菊追善興行」で「二代目古今亭圓菊追善・三代目古今亭圓菊襲名記念興行」としてトリを取った。

## 芸歴
- 1989年4月 - 二代目古今亭圓菊に入門、前座名「菊司」。
- 1992年11月 - 二ツ目昇進、「菊翔」と改名。
- 2002年3月 - 真打昇進、「菊生」と改名。
- 2021年10月 - 「三代目古今亭圓菊」を襲名[1][2][3][4][6]。

## 人物
安田学園高等学校の先輩には立川龍志、後輩には九代目春風亭柳枝がいる。
六代目古今亭志ん橋、鈴々舎馬桜、入船亭扇遊、十一代目金原亭馬生、三遊亭圓丈、九代目林家正蔵らと親交が深い。
前座仲間には林家たい平、三遊亭丈二らがおり、現在でも仲が良い。昭和45年生まれの四人・林家きく姫、三遊亭金八、二代目林家三平と共に「笑いの45口径」という落語会をやっていた。
古今亭志ん輔、古今亭菊太楼と共に、シイタケ栽培にハマっている。
うねうね系の虫が嫌い。好物は肉。カリフラワーとブロッコリーとカニが苦手。広島東洋カープのファン。

### 趣味
- サーフィン - 落語協会サーフィン部・部長をしており部員に林家きく姫、春風亭一左、三遊亭律歌がいる。
- バス釣り・へら鮒釣り - つり落とし会会長。
- パンク
- ジャズ

## 逸話
前座時代にバイクで事故を起こし寄席を休んだが、仲間内では「日サロに行ったんだ」と噂された。
三遊亭圓丈とはヘラブナ釣り仲間、「ヘラ友」。圓丈とともに長野県中綱湖で釣りをした際、泳ぎながらヘラブナ釣りをした。絶対無理だと思われていたが、泳ぎながら釣れた。
圓丈が、釣れた時に記念写真を撮ろうと、カメラを構えたら、圓菊（当時∶菊生）の竿にアタリが来た。しかも魚は、ハリを加えてその竿をどんどん沖へ運んで行く。
他の釣り人は「いやあ、大丈夫、一度、竿を持って行かれた時は、戻って来たから…」と言っていたが、逆にドンドン沖に流されていく。しばらくしていたが、ほぼ中央に留まってしまった。すると菊生はパンツ一枚になって、「じゃ、竿をとりに行ってきます」と湖に入って泳ぎだした。しかし菊生が、竿に近づくと掛ったヘラが慌てて泳ぎだす。また近づく、逃げるの竿と菊生のおいかけっこになる。しかし何度かやってるうちに菊生が疲れてきた。岸に引き返した時は、菊生は疲れ果てたが、無事生還したという。
見習い時代は平成の米騒動の最中で米がなく、師匠や兄弟子古今亭志ん彌に言いつけられ米を買いに行っていた。それでも米がなかったので志ん彌のためにホットケーキを焼いていたが、志ん彌の注文に答えるうちにホットケーキを焼くのがうまくなった。なお、パンの上に納豆とピーナッツバターをのせて食べると美味しいらしい。
三代目襲名披露パーティーの時は、コロナ禍による緊急事態宣言明けということで、パーティーはノンアルコールで食事が供される形での開催となった。また、会場入口には、初代圓菊(→五代目志ん生)・二代圓菊と自身が並んだ合成写真が飾られた。

## 活動
浅草演芸ホール8月中席で毎年行われる住吉踊り連に所属している。

### 落語会
- 「3711R」 - 毎年3月、7月、11月に新宿二丁目の道楽亭で行われている
- 「ザ・噺人」
- 菊生落語大全

#### ザ・噺人
お江戸両国亭にて行われている。

##### 菊生時代
| 回数   | 日時                  | 菊生の演目              |
| ------ | --------------------- | ----------------------- |
| 第一回 | 2019年2月2日          |                         |
| 第二回 | 2019年6月21日         |                         |
| 第三回 | 2019年10月25日        |                         |
| 第四回 | 2020年2月28日 →5月2日 | 宿屋の仇討 ランゴランゴ |
| 第五回 | 2020年10月30日        | 短命 佐々木政談         |
| 第六回 | 2021年2月19日         | 五人廻し 百年目         |
| 第七回 | 2021年6月18日         | 野ざらし 笠碁           |

##### 圓菊時代
演目はひとつ必ずネタおろしをしている。ネタおろしの演目は◎印を付す。
| 回数   | 日時          | 圓菊の演目     |
| ------ | ------------- | -------------- |
| 第八回 | 2022年3月25日 | 明烏 安兵衛狐◎ |

#### 菊生落語大全
池袋演芸場の落語協会特選会で行われている。「菊生落語大全」としては全5回。
| 回数   | 日時          | ゲスト             | 菊生演目                       | ゲスト演目 |
| ------ | ------------- | ------------------ | ------------------------------ | ---------- |
| 第一回 | 2019年5月22日 | 三遊亭圓丈         | 七段目 幾代餅                  |            |
| 第二回 | 2019年9月28日 | 六代目古今亭志ん橋 |                                |            |
| 第三回 | 2020年9月27日 | 九代目林家正蔵     |                                |            |
| 第四回 | 2021年4月22日 | なし               | 唐茄子屋政談 錦の袈裟 粗忽の釘 |            |
| 第五回 | 2021年9月25日 | 十一代目金原亭馬生 | 置泥 井戸の茶碗                | あくび指南 |

### 主任公演
定席での主任公演。
| 寄席興行                             | ネタ                                                                                       | 番組 | 備考                   |
| ------------------------------------ | ------------------------------------------------------------------------------------------ | --- | ---------------------- |
| 鈴本演芸場2002年9月中席夜の部        |                                                                                            | 古今亭菊朗/古今亭菊可 アサダ二世 春風亭一朝 橘家圓太郎 古今亭菊千代 ふじゆきえ・はなこ 古今亭菊之丞 古今亭志ん橋柳家とし松 柳家喜多八 入船亭扇遊 柳家小菊 古今亭菊生 |                        |
| 鈴本演芸場2004年9月下席夜の部        |                                                                                            | 古今亭菊朗/古今亭菊可 三増紋之助 古今亭菊之丞 柳家三太楼 古今亭菊丸 花島世津子 柳家さん喬 二代目古今亭圓菊鏡味仙三郎・鏡味仙一・鏡味仙三 入船亭扇遊 昭和のいる・こいる 古今亭菊生 |                        |
| 池袋演芸場2019年二月上席夜の部       | 火焔太鼓 ラーメン屋 幾代餅 死神 錦の袈裟 寝床 妾馬 くしゃみ講釈 井戸の茶碗 不動坊          | 桃月庵こはく/古今亭志ん吉/初音家左吉 二代目古今亭志ん五 笑組 隅田川馬石 古今亭菊千代 柳家小菊 古今亭志ん輔 五街道雲助古今亭文菊 古今亭志ん弥 ぺぺ桜井 古今亭菊生 |                        |
| 浅草演芸ホール2021年十一月上席昼の部 | 火焔太鼓 錦の袈裟 井戸の茶碗 ラーメン屋 死神 笠碁 不動坊 幾代餅 掛け取り 妾馬              | 古今亭志ん松/古今亭始 柳家わさび/柳亭こみち ぺぺ桜井 古今亭菊志ん/古今亭菊太楼 古今亭菊龍/古今亭菊春/古今亭菊寿/古今亭菊千代/古今亭駒子 鏡味仙志郎・仙成 隅田川馬石 古今亭志ん陽/春風亭一之輔 柳家小菊 桃月庵白酒 古今亭志ん彌/古今亭菊丸 マギー隆司 林家正蔵/林家三平 古今亭菊之丞古今亭文菊 ロケット団 古今亭志ん輔 入船亭扇遊 三代目林家正楽 '菊生改メ三代目古今亭圓菊' |                        |
| 鈴本演芸場2021年十一月中席前半夜の部 | ラーメン屋（11月11日） くしゃみ講釈 （11月12日） 不動坊 （11月13日） 掛け取り （11月14日） | 古今亭菊千代 古今亭菊寿 マギー隆司 古今亭菊龍 古今亭志ん彌古今亭菊春 江戸家小猫 古今亭圓菊 | 百日寄席「上野街笑賑」 |

## 出囃子
- 鉄道唱歌（1992年 - 2012年）
- 隣組（2012年 - 2013年）
- 武蔵名物（2013年 - ）

## 出演

### テレビ
- 笑点 - 真打昇進披露（2002年5月26日）
- 「ゴーストフレンズ」9話 - 落語家の幽霊役
- 大河ドラマ「いだてん」46話 - 席亭役[注 1]

### 映画
- 落語物語 - カメラマン役

### CD・DVD
- キクショー大全集

## 演目
主に古典落語を演じるが、三遊亭圓丈作のものを中心として新作落語を演じることもある。「ラーメン屋」は、落語協会では圓菊のみが演じている。(圓菊に教えたのは古今亭寿輔)

### 古典
- 鮑のし
- 家見舞
- 井戸の茶碗
- 親子酒
- 火焔太鼓
- 掛け取り
- 蛙茶番
- 笠碁
- 片棒
- 鰍澤
- 熊の皮
- 祇園会
- くしゃみ講釈
- 黄金餅
- 子別れ
- 七段目
- 死神
- 芝浜
- 締め込み
- ずっこけ
- 崇徳院
- 竹の水仙
- たちきり
- 田能久
- 長短
- 町内の若い衆
- 天狗裁き
- 転宅
- 夏泥
- 二番煎じ
- 睨み返し
- 抜け雀
- 寝床
- 野晒し
- 花見小僧
- 浜野矩随
- 雛鍔
- 干物箱
- 百年目
- 不動坊
- 船徳
- 棒鱈
- 宮戸川
- 妾馬
- ももんが
- 宿屋の仇討
- 柳田格之進

#### 廓噺
- 明烏
- 幾代餅
- 居残り佐平次
- 徳ちゃん
- 錦の袈裟

#### 政談
- 佐々木政談
- 匙加減
- 三方一両損
- 唐茄子屋政談

### 新作
- 悲しみは埼玉に向けて(作：三遊亭圓丈)
- ラーメン屋(作：五代目古今亭今輔)
- 新寿限無(三遊亭圓丈と共作)
- シンデレラ伝説(作：三遊亭白鳥)
- ランゴランゴ(作：三遊亭圓丈)